# Synbranchus
Genre
Synbranchus est un genre de poissons d'eau douce de la famille des Synbranchidae et le l'ordre des Synbranchiformes.

## Liste d'espèces
Selon FishBase (01 juin 2015) :
- Synbranchus lampreia Favorito, Zanata & Assumpção, 2005
- Synbranchus madeirae Rosen & Rumney, 1972
- Synbranchus marmoratus Bloch, 1795